# Ostrov (Trnava)
Ostrov (in ungherese Osztró) è un comune della Slovacchia facente parte del distretto di Piešťany, nella regione di Trnava.